# Let Me (Zayn)
Let Me è un singolo del cantante britannico Zayn, pubblicato il 12 aprile 2018 come primo estratto dal secondo album in studio Icarus Falls.

## Video musicale
Il videoclip è stato diretto da José Padilha e ha visto la partecipazione di Steven Bauer.

## Tracce
1. Let Me – 3:05

## Classifiche
| Classifica (2016) | Posizione massima |
| ----------------- | ----------------- |
| Italia            | 82                |